# IIHF Continental Cup 2012/13
Der IIHF Continental Cup 2012/13 war die 16. Austragung des von der Internationalen Eishockey-Föderation IIHF ausgetragenen Wettbewerbs. Das Turnier wurde vom 28. September 2012 bis 13. Januar 2013 ausgetragen.

## Qualifikation

### Erste Runde
Die Spiele der ersten Runde fanden vom 28. September bis 30. September 2012 in Miercurea Ciuc (Rumänien) statt. Teilnehmer waren Maccabi Metulla (Israel), HSC Csíkszereda (Rumänien), HK Vitez Belgrad (Serbien) und Başkent Yıldızları Spor Kulübü (Türkei).

#### Gruppe A
| 28. September 2012 16:00 Uhr | Maccabi Metulla | 0:15 (0:6, 0:7, 0:2) | HK Vitez Belgrad | Lajos Vákár, Miercurea Ciuc |

| 28. September 2012 19:30 Uhr | Başkent Yıldızları Ankara | 0:15 (0:8, 0:2, 0:5) | HSC Csíkszereda | Lajos Vákár, Miercurea Ciuc |

| 29. September 2012 16:00 Uhr | HK Vitez Belgrad | 1:6 (0:4, 0:1, 1:1) | Başkent Yıldızları Ankara | Lajos Vákár, Miercurea Ciuc |

| 29. September 2012 19:30 Uhr | HSC Csíkszereda | 15:0 (6:0, 6:0, 3:0) | Maccabi Metulla | Lajos Vákár, Miercurea Ciuc |

| 30. September 2012 16:00 Uhr | Başkent Yıldızları Ankara | 13:1 (4:0, 8:0, 1:1) | Maccabi Metulla | Lajos Vákár, Miercurea Ciuc |

| 30. September 2012 19:30 Uhr | HSC Csíkszereda | 6:0 (1:0, 4:0, 1:0) | HK Vitez Belgrad | Lajos Vákár, Miercurea Ciuc |

| Pl. |                           | Sp | S | OTS | OTN | N | Tore  | Punkte |
| 1.  | HSC Csíkszereda           | 3  | 3 | 0   | 0   | 0 | 36:0  | 9      |
| 2.  | Başkent Yıldızları Ankara | 3  | 2 | 0   | 0   | 1 | 19:17 | 6      |
| 3.  | HK Vitez Belgrad          | 3  | 1 | 0   | 0   | 2 | 16:12 | 3      |
| 4.  | Maccabi Metulla           | 3  | 0 | 0   | 0   | 3 | 01:43 | 0      |

### Zweite Runde
Die zweite Runde des Continental Cups wurde vom 19. bis zum 21. Oktober 2012 in zwei Gruppen ausgespielt. Die Spielorte waren Landshut in Deutschland (mit den Landshut Cannibals, Belfast Giants (Vereinigtes Königreich), Ruijters Eaters Geleen (Niederlande) und dem Erstrundensieger HSC Csíkszereda (Rumänien)) und Vaasa in Finnland (mit Liepājas Metalurgs (Lettland), Miskolci Jegesmedve Jégkorong SE (Ungarn), HK Beibarys Atyrau (Kasachstan) und Gastgeber Vaasan Sport).

#### Gruppe B
| 19. Oktober 2012 16:00 Uhr | Belfast Giants | 11:1 (5:0, 3:0, 3:1) Spielbericht | Ruijters Eaters Geleen | Städtische Eissporthalle, Landshut Zuschauer: 0250 |

| 19. Oktober 2012 19:30 Uhr | Landshut Cannibals | 2:0 (1:0, 0:0, 1:0) Spielbericht | HSC Csíkszereda | Städtische Eissporthalle, Landshut Zuschauer: 0852 |

| 20. Oktober 2012 16:00 Uhr | Ruijters Eaters Geleen | 3:2 (0:0, 1:1, 2:1) Spielbericht | HSC Csíkszereda | Städtische Eissporthalle, Landshut |

| 20. Oktober 2012 19:30 Uhr | Landshut Cannibals | 7:1 (3:0, 2:1, 2:0) Spielbericht | Belfast Giants | Städtische Eissporthalle, Landshut |

| 21. Oktober 2012 14:00 Uhr | HSC Csíkszereda | 0:4 (0:1, 0:2, 0:1) Spielbericht | Belfast Giants | Städtische Eissporthalle, Landshut |

| 21. Oktober 2012 18:00 Uhr | Ruijters Eaters Geleen | 2:4 (1:0, 0:3, 1:1) Spielbericht | Landshut Cannibals | Städtische Eissporthalle, Landshut |

| Pl. |                        | Sp | S | OTS | OTN | N | Tore  | Punkte |
| 1.  | Landshut Cannibals     | 3  | 3 | 0   | 0   | 0 | 13:03 | 9      |
| 2.  | Belfast Giants         | 3  | 2 | 0   | 0   | 1 | 16:07 | 6      |
| 3.  | Ruijters Eaters Geleen | 3  | 1 | 0   | 0   | 2 | 05:17 | 3      |
| 4.  | HSC Csíkszereda        | 3  | 0 | 0   | 0   | 3 | 02:09 | 0      |

#### Gruppe C
| 19. Oktober 2012 14:00 Uhr | HK Beibarys Atyrau | 5:3 (1:2, 1:1, 3:0) | HK Liepājas Metalurgs | Vaasa Areena, Vaasa |

| 19. Oktober 2012 18:30 Uhr | Miskolci Jegesmedvék JSE | 1:11 (0:3, 0:3, 1:5) | Vaasan Sport | Vaasa Areena, Vaasa |

| 20. Oktober 2012 14:00 Uhr | HK Liepājas Metalurgs | 7:4 (3:3, 0:1, 4:0) | Miskolci Jegesmedvék JSE | Vaasa Areena, Vaasa |

| 20. Oktober 2012 18:30 Uhr | Vaasan Sport | 4:5 (3:0, 1:2, 0:3) | HK Beibarys Atyrau | Vaasa Areena, Vaasa |

| 21. Oktober 2012 14:00 Uhr | Miskolci Jegesmedvék JSE | 0:4 (0:1, 0:3, 0:0) | HK Beibarys Atyrau | Vaasa Areena, Vaasa |

| 21. Oktober 2012 18:30 Uhr | Vaasan Sport | 4:3 n. V. (8:1, 1:1, 2:1, 1:0) | HK Liepājas Metalurgs | Vaasa Areena, Vaasa |

| Pl. |                          | Sp | S | OTS | OTN | N | Tore  | Punkte |
| 1.  | HK Beibarys Atyrau       | 3  | 3 | 0   | 0   | 0 | 14:07 | 9      |
| 2.  | Vaasan Sport             | 3  | 1 | 1   | 0   | 1 | 19:09 | 5      |
| 3.  | HK Liepājas Metalurgs    | 3  | 1 | 0   | 1   | 1 | 13:13 | 4      |
| 4.  | Miskolci Jegesmedvék JSE | 3  | 0 | 0   | 0   | 3 | 05:22 | 0      |

### Dritte Runde
Die dritte Runde des Continental Cups fand vom 23. bis 25. November 2012 statt. Gespielt wurde in zwei Gruppen im italienischen Bozen und norwegischen Stavanger. Direkt qualifiziert waren der HC Bozen (Italien), die Herning Blue Fox (Dänemark), Toros Neftekamsk (Russland) bzw. Metallurg Schlobin (Belarus), die Stavanger Oilers (Norwegen) und KH Sanok (Polen).

#### Gruppe D
| 23. November 2012 17:00 Uhr | Toros Neftekamsk | 2:1 (1:0, 0;1, 1:0) | Landshut Cannibals | Eiswelle, Bozen Zuschauer: 2.100 |

| 23. November 2012 20:30 Uhr | HC Bozen | 3:2 (0:1, 1:0, 2:1) | Herning Blue Fox | Eiswelle, Bozen Zuschauer: 3.100 |

| 24. November 2012 17:00 Uhr | Herning Blue Fox | 1:3 (0:1, 1:0, 0:2) | Toros Neftekamsk | Eiswelle, Bozen Zuschauer: 1.050 |

| 24. November 2012 20:30 Uhr | Landshut Cannibals | 0:2 (0:0, 0:0, 0:2) | HC Bozen | Eiswelle, Bozen Zuschauer: 4.250 |

| 25. November 2012 16:00 Uhr | Herning Blue Fox | 4:0 (2:0, 2:0, 0:0) | Landshut Cannibals | Eiswelle, Bozen Zuschauer: 0751 |

| 25. November 2012 19:30 Uhr | HC Bozen | 3:2 n. V. (1:0, 0:1, 1:1, 1:0) | Toros Neftekamsk | Eiswelle, Bozen Zuschauer: 4.300 |

| Pl. |                    | Sp | S | OTS | OTN | N | Tore  | Punkte |
| 1.  | HC Bozen           | 3  | 2 | 1   | 0   | 0 | 08:04 | 8      |
| 2.  | Toros Neftekamsk   | 3  | 2 | 0   | 1   | 0 | 07:05 | 7      |
| 3.  | Herning Blue Fox   | 3  | 1 | 0   | 0   | 2 | 07:06 | 3      |
| 4.  | Landshut Cannibals | 3  | 0 | 0   | 0   | 3 | 01:08 | 0      |

#### Gruppe E
| 23. November 2012 16:00 Uhr | Metallurg Schlobin | 3:0 (1:0, 2:0, 0:0) | HK Beibarys Atyrau | DNB Arena, Stavanger Zuschauer: 0150 |

| 23. November 2012 20:00 Uhr | KH Sanok | 4:7 (0:2, 3:4, 1:1) | Stavanger Oilers | DNB Arena, Stavanger Zuschauer: 1.444 |

| 24. November 2012 14:00 Uhr | KH Sanok | 3:5 (2:0, 1:3, 0:2) | Metallurg Schlobin | DNB Arena, Stavanger Zuschauer: 0217 |

| 24. November 2012 18:00 Uhr | Stavanger Oilers | 3:2 n. V. (2:1, 0:0, 0:1, 1:0) | HK Beibarys Atyrau | DNB Arena, Stavanger Zuschauer: 1.254 |

| 25. November 2012 14:00 Uhr | HK Beibarys Atyrau | 5:1 (3:1, 2:0, 0:0) | KH Sanok | DNB Arena, Stavanger Zuschauer: 0250 |

| 25. November 2012 18:00 Uhr | Stavanger Oilers | 3:4 n. P. (1:2, 2:1, 1:1, 0:0, 0:2) | Metallurg Schlobin | DNB Arena, Stavanger Zuschauer: 1.480 |

| Pl. |                    | Sp | S | OTS | OTN | N | Tore    | Punkte |
| 1.  | Metallurg Schlobin | 3  | 2 | 1   | 0   | 0 | 012:06  | 8      |
| 2.  | Stavanger Oilers   | 3  | 1 | 1   | 1   | 0 | 013:010 | 6      |
| 3.  | HK Beibarys Atyrau | 3  | 1 | 0   | 1   | 1 | 07:07   | 4      |
| 4.  | KH Sanok           | 3  | 0 | 0   | 0   | 3 | 08:017  | 0      |

## Super Final
Das Super Final des Continental Cups fand vom 11. bis 13. Januar 2013 statt. Der Austragungsort des Turniers war Donezk in der Ukraine. Gastgeber HK Donbass Donezk und Vorjahressieger Rouen Dragons aus Frankreich waren hierfür gesetzt.

### Gruppe F
| 11. Januar 2013 14:30 Uhr (MOZ) | Dragons de Rouen | 6:1 (2:0, 3:0, 1:1) Spielbericht | HC Bozen | Druschba-Sportpalast, Donezk |

| 11. Januar 2013 18:30 Uhr | HK Donbass Donezk | 1:0 (0:0, 1:0, 0:0) Spielbericht | Metallurg Schlobin | Druschba-Sportpalast, Donezk |

| 12. Januar 2013 14:30 Uhr | Dragons de Rouen | 1:3 (0:0, 0:3, 1:0) Spielbericht | Metallurg Schlobin | Druschba-Sportpalast, Donezk |

| 12. Januar 2013 18:30 Uhr | HC Bozen | 0:3 (0:1, 0:1, 0:1) Spielbericht | HK Donbass Donezk | Druschba-Sportpalast, Donezk |

| 13. Januar 2013 14:30 Uhr | Metallurg Schlobin | 1:0 n. P. (0:0, 0:0, 0:0, 0:0, 1:0) Spielbericht | HC Bozen | Eispalast Druschba, Donezk |

| 13. Januar 2013 18:30 Uhr | HK Donbass Donezk | 7:1 (2:1, 3:0, 2:0) Spielbericht | Dragons de Rouen | Druschba-Sportpalast, Donezk |

| Pl. |                    | Sp | S | OTS | OTN | N | Tore  | Punkte |
| 1.  | HK Donbass Donezk  | 3  | 3 | 0   | 0   | 0 | 11:01 | 9      |
| 2.  | Metallurg Schlobin | 3  | 1 | 1   | 0   | 1 | 04:02 | 5      |
| 3.  | Dragons de Rouen   | 3  | 1 | 0   | 0   | 2 | 08:11 | 3      |
| 4.  | HC Bozen           | 3  | 0 | 0   | 1   | 2 | 01:10 | 1      |

### IIHF-Continental-Cup-Sieger
| IIHF-Continental-Cup-Sieger HK Donbass Donezk | Torhüter: Ján Laco, Szjapan Haratscheuskich Verteidiger: Oskars Bārtulis, Jan Kolář, Sergei Peretjagin, Peter Podhradský, Pasi Puistola, Sergei Tereschtschenko, Clay Wilson Angreifer: Jewgeni Dadonow, Witali Donika, Lukáš Kašpar, Tuomas Kiiskinen, Denis Kotschetkow, Maksym Kwittschenko, Oleksandr Materuchin, Václav Nedorost, Fredrik Pettersson, Randy Robitaille, Serhij Warlamow, Alexander Wassiljew, Petteri Wirtanen Trainer: Július Šupler |